# Bazylland
Trwa dyskusja nad usunięciem tego artykułu, kliknij i weź w niej udział.
Bazylland - Tractors & Excavators – polski kanał na YouTube skierowany do dzieci, publikujący anglojęzyczne animacje skoncentrowane na tematyce maszyn rolniczych i budowlanych, takich jak traktory i koparki. Tożsamość twórcy kanału pozostaje anonimowa; nie podano również informacji o zespole produkcyjnym ani miejscu realizacji animacji. Kanał posiada 7,42 mln subskrybentów (stan na 5 sierpnia 2025 roku) i ma ponad 3,65 miliarda wyświetleń. Opublikowano na nim ponad tysiąc filmów. Najpopularniejszym filmem na kanale Bazylland jest Truck & Mini Excavator with Hydraulic Hammer. Bazylland posiada swoją oficjalną stronę internetową. Na niej dostępne są informacje o liczbie subskrybentów, odsłon i czasie trwania projektu Bazylland. Kanał został założony 18 czerwca 2013 roku.
Według serwisu SocialBlade kanał jest na drugim miejscu (stan na 5 sierpnia 2025 r.) pod względem subskrybentów na polskim YouTube. Socialblade przedstawia, że Bazylland zarabia szacunkowo 4.7 - 75 tysięcy dolarów miesięcznie, a rocznie 47 - 755 tysięcy dolarów. 
Treści związane z kanałem również znajdują się na platformie TikTok, głównie w formie krótkich animacji i materiałów promocyjnych. Popularność zyskał m.in. hasztag #bazylland, który zgromadził tysiące wyświetleń.